# Мариничев, Владимир Витальевич
Владимир Витальевич Мариничев (4 июня 1952, Электросталь — 25 марта 2019) — российский хоккейный тренер.

## Биография
В середине 1970-х играл за хоккейные клубы Дальнего Востока. Тренерскую работу начал как детский тренер в хоккейной школе Электростали, среди его воспитанников — Виталий Прошкин и Андрей Скопинцев.
В качестве главного тренера работал в электростальском «Кристалле» (1992—1996, 1999—2000, 2005—2006), «Воронеже» (1997—1998), «Амуре» (2000—2001, 2006—2007), саратовском «Кристалле» (2001—2002), «Химике» (2004—2005), в период 2008—2009 был старшим тренером новокузнецкого «Металлурга» (главный тренер — Борис Михайлов).